# Ceratocanthus striatulus
Ceratocanthus striatulus är en skalbaggsart som beskrevs av Lansberge 1887. Ceratocanthus striatulus ingår i släktet Ceratocanthus och familjen Hybosoridae. Inga underarter finns listade i Catalogue of Life.